# NCIS: New Orleans (2.ª temporada)
Em 12 de janeiro de 2015, NCIS: New Orleans foi renovada para uma segunda temporada, que estreou em 22 de setembro de 2015.  Em 19 de junho de 2015, Daryl Mitchell e Shalita Grant, que interpretaram personagens recorrentes durante a primeira temporada, foram promovidos para o elenco principal. 

## Elenco e Personagens
| Personagem | Personagem | Personagem | Personagem |
| ---------- | ---------- | ---------- | ---------- |
|            | Principal  |            | Recorrente |

| Ator/Atriz       | Personagem             | Cargo                                      | Cargo |
| ---------------- | ---------------------- | ------------------------------------------ | ----- |
| Scott Bakula     | Dwayne Cassius Pride   | Agente especial Senior do NCIS             |       |
| Lucas Black      | Christopher Lasalle    | Agente Especial do NCIS                    |       |
| Zoe McLellan     | Meredith "Merri" Brody | Agente Especial do NCIS                    |       |
| C. C. H. Pounder | Dr. Loretta Wade       | Legista                                    |       |
| Rob Kerkovich    | Sebastian Lund         | Assistente de Laboratório da Dra. Wade     |       |
| Daryl Mitchell   | Patton Plame           | Especialista em Computação Forense         |       |
| Shalita Grant    | Sonja Percy            | Agente especial do NCIS e ex-agente da ATF |       |
| Paige Turco      | Linda Pride            | Esposa de Dwayne                           |       |
| Shanley Caswell  | Laurel Pride           | Filha de Dwayne                            |       |

## Episódios
| Seq. | Ep | Título                    | Direção             | Escrito por                        | Data de exibição        | Audiência EUA (em milhões) |
| --- | -- | ------------------------- | ------------------- | ---------------------------------- | ----------------------- | -------------------------- |
| 24 | 1  | "Sic Semper Tyrannis"     | James Whitmore, Jr. | Jeffrey Lieber                     | 22 de setembro de 2015  | 12.62                      |
| Um sofisticado míssil guiado por GPS é roubado por uma milícia anti-governamental. Pride terá que se infiltrar na milícia para descobrir seus planos. |    |                           |                     |                                    |                         |                            |
| 25 | 2  | "Shadow Unit"             | James Hayman        | Christopher Silber                 | 29 de setembro de 2015  | 12.86                      |
| A equipe investiga o assassinato de um blogueiro que havia obtido um arquivo governamental ultra-secreto. |    |                           |                     |                                    |                         |                            |
| 26 | 3  | "Touched By The Sun"      | Laurie Arent        | Ed Ornelas                         | 6 de outubro de 2015    | 14.18                      |
| A equipe deve investigar um acidente aéreo envolvendo uma piloto da Marinha. Loretta tem que lidar com assuntos familiares. Personagem recorrente: Leslie Hope como Secretária da Marinha Sarah Porter |    |                           |                     |                                    |                         |                            |
| 27 | 4  | "I Do"                    | Tony Wharmby        | Sam Humphrey                       | 13 de outubro de 2015   | 12.47                      |
| Ao investigar a morte de um piloto de drone da Marinha, a equipe descobre que o caso pode ter ligações com roubo de informações sigilosas. Pride questiona LaSalle sobre seu comportamento autodestrutivo desde o assassinato de sua namorada. |    |                           |                     |                                    |                         |                            |
| 28 | 5  | "Foreign Affairs"         | Laura Belsey        | Sanford Golden & Karen Wyscarver   | 20 de outubro de 2015   | 12.99                      |
| Uma agente australiana colabora com a equipe numa investigação de assassinato, mas a equipe tem dúvidas a respeito dela. |    |                           |                     |                                    |                         |                            |
| 29 | 6  | "Insane In The Membrane"  | Leslie Libman       | David Appelbaum                    | 27 de outubro de 2015   | 13.06                      |
| Pride e seus colegas decidem participar de uma corrida beneficente, ao mesmo tempo que descobrem que uma nova droga está se espalhando pela cidade. |    |                           |                     |                                    |                         |                            |
| 30 | 7  | "Broken Hearted"          | Elodie Keene        | Zach Strauss & Greta Hienemann     | 3 de novembro de 2015   | 14.15                      |
| Dois paramédicos da Marinha são mortos e um órgão desaparece. A equipe terá a ajuda da mãe de Brody para investigar o caso. |    |                           |                     |                                    |                         |                            |
| 31 | 8  | "Confluence"              | Ed Ornelas          | Jeffrey Lieber & Katherine Beattie | 10 de novembro de 2015  | 12.39                      |
| Pride e Sonja são pegos em um violento tiroteio ao escoltarem um prisioneiro, testemunha chave em um julgamento de tentativa de homicídio. |    |                           |                     |                                    |                         |                            |
| 32 | 9  | "Darkest Hour"            | Michael Zinberg     | Laurie Arent                       | 17 de novembro de 2015  | 13.01                      |
| Nova Orleans fica às escuras enquanto a equipe investiga a morte de um oficial, noivo de uma amiga de Laurel. |    |                           |                     |                                    |                         |                            |
| 33 | 10 | "Billy And The Kid"       | Mary Lou Belli      | Sam Humphrey                       | 24 de novembro de 2015  | 11.85                      |
| Pride e LaSalle encontram evidências de um caso de dez anos atrás, o primeiro em que trabalharam juntos logo após a devastação da cidade pelo furacão Katrina. |    |                           |                     |                                    |                         |                            |
| 34 | 11 | "Blue Christmas"          | Tony Wharmby        | Zach Strauss                       | 15 de dezembro de 2015  | 12.09                      |
| Em pleno Natal, a equipe investiga um roubo que se transformou em cena de assassinato. |    |                           |                     |                                    |                         |                            |
| 35 | 12 | "Sister City, Part II"    | James Hayman        | Christopher Silber                 | 5 de janeiro de 2016    | 17.25                      |
| Na segunda parte do crossover com a série NCIS, a Agente Bishop viaja a Nova Orleans para ajudar Pride a investigar uma espiã russa possivelmente envolvida com o irmão de Abby Sciuto. Personagens convidados: Mark Harmon como Agente Senior do NCIS Leroy Jethro Gibbs, Emily Wickersham como Agente do NCIS Eleanor Bishop, Pauley Perrette como Abby Sciuto, David McCallum como Dr. Donald "Ducky" Mallard e Brian Dietzen como Jimmy Palmer |    |                           |                     |                                    |                         |                            |
| 36 | 13 | "Undocumented"            | Frederick E.O. Toye | David Appelbaum                    | 19 de janeiro de 2016   | 13.30                      |
| A equipe investiga o aparente suicídio de um Sub-oficial e descobre que houve na verdade um homicídio. Os colegas tentam arrumar um encontro para Pride. |    |                           |                     |                                    |                         |                            |
| 37 | 14 | "Father's Day"            | Dennis Smith        | Sam Humphrey                       | 9 de fevereiro de 2016  | 12.57                      |
| No meio do Mardi Gras, Pride e seu desafeto, o prefeito Hamilton, desaparecem. A equipe se desdobra para investigar o possível sequestro duplo. Personagem recorrente: Steven Weber como Douglas Hamilton |    |                           |                     |                                    |                         |                            |
| 38 | 15 | "No Man's Land"           | James Whitmore, Jr. | Cathryn Humphris                   | 16 de fevereiro de 2016 | 13.41                      |
| A equipe procura um homem que salvou a vida de um soldado em um trem, e que acredita ser ele próprio um soldado do Afeganistão. |    |                           |                     |                                    |                         |                            |
| 39 | 16 | "Second Chances"          | Tessa Blake         | Zach Strauss                       | 23 de fevereiro de 2016 | 12.60                      |
| Após o roubo de TNT de uma base da Marinha, a investigação leva a Sonja e a uma quadrilha usando o TNT para processar cocaína. |    |                           |                     |                                    |                         |                            |
| 40 | 17 | "Radio Silence"           | Tessa Blake         | Laurie Arent & Greta Heinemann     | 1 de março de 2016      | 11.72                      |
| Quando o assassinato de um Capitão da Marinha é transmitido pelo rádio, a equipe deverá proteger o apresentador da emissora. Enquanto isso, Laurel toma uma decisão surpreendente sobre seu futuro. |    |                           |                     |                                    |                         |                            |
| 41 | 18 | "If It Bleeds, It Leads"  | Bethany Rooney      | David Appelbaum                    | 15 de março de 2016     | 11.97                      |
| A equipe investiga um acidente de trânsito fatal, que coloca uma nova pista sobre a morte da irmã de Brody. |    |                           |                     |                                    |                         |                            |
| 42 | 19 | "Means to an End"         | Alrick Riley        | Christopher Silber                 | 22 de março de 2016     | 13.38                      |
| A equipe descobre que uma van de vigilância está seguindo todos os passos de Pride, enquanto ele investiga um ataque contra sua filha. |    |                           |                     |                                    |                         |                            |
| 43 | 20 | "Second Line"             | Tony Wharmby        | Nancylee Myatt                     | 5 de abril de 2016      | 12.28                      |
| Um Tenente da Marinha é morto durante o funeral de um colega reservista. Pride acredita que as duas mortes devem estar ligadas. |    |                           |                     |                                    |                         |                            |
| 44 | 21 | "Collateral Damage"       | James Whitmore, Jr. | Cathryn Humphris                   | 19 de abril de 2016     | 12.22                      |
| Os empregos de Pride e de sua equipe correm perigo quando eles investigam a morte de uma oficial de fornecimento naval, com quem um General do Exército estaria tendo um caso. |    |                           |                     |                                    |                         |                            |
| 45 | 22 | "Help Wanted"             | Terrence O'Hara     | Sam Humphrey                       | 3 de maio de 2016       | 12.56                      |
| A equipe NCIS invstiga um explosão suspeita em um restaurante popular, cujo alvo seria um especialista culinário da Marinha. Brody é questionada pelo FBI sobre o caso do General Matthews e encontra um oficial do DHS. |    |                           |                     |                                    |                         |                            |
| 46 | 23 | "The Third Man"           | Bethany Rooney      | David Appelbaum & Zach Strauss     | 10 de maio de 2016      | 13.24                      |
| O NCIS e a Segurança Interna (DHS) trabalham juntos no caso da morte de um mergulhador da Marinha, que se descobre estar ligado a um plano de ataque terrorista em New Orleans. |    |                           |                     |                                    |                         |                            |
| 47 | 24 | "Sleeping with the Enemy" | James Hayman        | Christopher Silber                 | 17 de maio de 2016      | 13.30                      |
| Enquanto a equipe rastreia explosivos roubados, Brody suspeita que seu namorado, o agente Russo do DHS, pode ser o responsável por trás da ameaça. |    |                           |                     |                                    |                         |                            |